# Ctenitis bivestita
Ctenitis bivestita är en träjonväxtart som först beskrevs av Georg Heinrich Mettenius, och fick sitt nu gällande namn av Tard. Ctenitis bivestita ingår i släktet Ctenitis och familjen Dryopteridaceae. Inga underarter finns listade.